# Władysław Wrężlewicz
Władysław Wrężlewicz (ur. 5 września 1918 w Żywcu, zm. 1997) – polski chirurg, doktor medycyny.

## Życiorys
Władysław Wrężlewicz urodził się w 1918 roku w Żywcu. Ukończył studia na wydziale lekarskim Uniwersytetu w Wiedniu w 1946 roku, trzy lata później dyplom nostryfikował na Uniwersytecie Wrocławskim. W 1951 roku uzyskał stopień doktora medycyny na Akademii Medycznej we Wrocławiu. W 1955 roku został mianowany docentem, a w 1967 roku profesorem nadzwyczajnym. W latach 1948–1955 był asystentem II Katedry Chirurgii Uniwersytetu Wrocławskiego, a następnie Akademii Medycznej we Wrocławiu. W 1956 roku odbył studia w zakresie torakochirurgii w Szwecji, w latach 1958–1959 dokształcał się w Danii i Wielkiej Brytanii w ramach stypendium Fundacji Rockefellera.
Asystował prof. Wiktorowi Brossowi przy pierwszej w Polsce operacji na bijącym sercu (zob. kardiochirurgia, pomostowanie aortalno-wieńcowe). 8 września 1965 roku jako pierwszy w Polsce dokonał przeszczepu nerki, instruowany telefonicznie przez prof. Waldemara Kozuschka, który przygotowywał się do wykonania tego typu zabiegu, ale na skutek zbiegu okoliczności przebywał w Warszawie.
Zmarł w 1997 roku.
Członek Wrocławskiego Towarzystwa Naukowego i Międzynarodowego Towarzystwa Chirurgów. Opublikował 150 prac w piśmiennictwie krajowym i zagranicznym.